# 曽我こなみ
曽我 こなみ（そが こなみ、1995年4月9日 - ）は女子スピードスケート選手。日本代表選手。長野県諏訪市出身。佐久長聖高校卒業。日本ハウスホテル&リゾート所属。
2019年世界距離別選手権女子500m 銅メダリスト。2023年四大陸選手権女子500m 銀メダリスト。2018年スピードスケートW杯（ポーランド・トマショフマゾウィエツキ大会）金メダリスト。インターハイ、国体（成女）500m優勝者。

## 来歴
1995年4月9日　長野県諏訪市生まれ。幼少の頃からスピードスケートを始め、諏訪市立湖南小学校、諏訪市立諏訪西中学校時代から当時の長野県記録を更新し全国大会でも活躍していた。2011年スピードスケートの名門・佐久長聖高校へ進学すると、全国高等学校スケート選手権大会で500m優勝、日本代表選手として出場したジュニアＷ杯カルガリー大会では、500m 3位、銅メダリストとなった。2014年4月 ホテル東日本盛岡に入社｡2017年からはISCスピードスケートW杯 や世界距離別スピードスケート選手権大会の日本代表選手として国内外で活躍している。

## 自己ベスト記録
| 種目   | 記録      | 更新日        | 大会会場                     |
| ------ | --------- | ------------- | ---------------------------- |
| 500ｍ  | 36秒99    | 2019年3月10日 | ソルトレイクシティ・アメリカ |
| 1000ｍ | 1分18秒30 | 2019年2月16日 | インツェル・ドイツ           |
| 1500ｍ | 2分14秒32 | 2018年1月13日 | 盛岡                         |
| 3000ｍ | 5分15秒46 | 2018年1月14日 | 盛岡                         |

## 主な戦績

### 2012年
- 全日本ジュニアスピードスケート選手権大会（スプリント） - 総合6位　500m 2位
- 全国高等学校スケート選手権大会  -  500m 優勝　1000m 2位
- 全国高等学校選抜スピードスケート競技会 - 500m 優勝
- ジュニアワールドカップカルガリー大会 - 500m 3位　1000m 6位

### 2013年
- 全日本ジュニアスピードスケート選手権大会（スプリント） - 総合4位　500m 3位
- 全国高等学校スケート選手権大会 - 500m 2位
- 全国高等学校選抜スピードスケート競技会 - 500m 優勝

### 2014年
- ジュニアワールドカップ苫小牧大会 - 500m 2位

### 2015年
- 第70回国民体育冬季大会　500ｍ - 優勝
- ジャパンカップスピードスケート競技会　第4戦 軽井沢大会 - 500ｍ 優勝

### 2016年
- ジャパンカップ第1戦 帯広大会 - 500ｍ 優勝
- ジャパンカップ第2戦 伊香保大会 - 500ｍ  2位
- ジャパンカップ第3戦 恵那大会 - 500ｍ 優勝

### 2017年
- 第72回長野冬季国体 - 500ｍ 2位  1000ｍ 2位
- 全日本スピードスケート距離別選手権 - 500ｍ 5位

### 2018年
- 第73回国民体育大会冬季大会（山梨） - スピード成年女子500m　優勝[3]
- スピードスケートワールドカップ第3戦（ポーランド・トマショフマゾウィエツキ）（12月） - チームスプリント 優勝

### 2019年
- スピードスケートワールドカップ第4戦（長野）（12月） - チームスプリント 3位
- スピードスケートワールドカップ第2戦（ポーランド・トマショフマゾウィエツキ）（11月） - チームスプリント 3位
- スピードスケートワールドカップ第1戦（ベラルーシ・ミンクス）（11月） - チームスプリント 3位
- スピードスケートワールドカップ最終戦（アメリカ・ソルトレークシティー）（3月） - 女子500m 4位（記録は日本歴代2位）
- スピードスケート世界距離別選手権（ドイツ・インツェル）（2月） - 女子500m 3位

### 2020年
- 全日本スピードスケート距離別選手権（長野）（10月） - 女子500ｍ 4位
- スピードスケートワールドカップ第5戦（カナダ･カルガリー） - 女子500m Division B：3位

### 2023年
- 四大陸スピードスケート選手権（ケベック） - 女子500ｍ 2位